# 룽하오
룽하오(중국어: 荣昊, 1984년 4월 7일 ~ )는 중국의 축구 선수로서, 포지션은 왼쪽 풀백이다. 현재 저장 프로에서 활약하고 있다.

## 축구인 경력

### 선수 경력
우한 광구에 입단하여 프로 무대에 데뷔하였으며 2006년 5월 26일 데뷔전을 치렀다. 2008년 팀이 해체되며 장쑤 슌톈에서 잠시 활약하였으며 2010년 항저우 뤼청에 입단하여 활약하며 항저우의 첫 AFC 챔피언스리그 출전을 이끌었다.
2012년 막강한 자금력으로 리빌딩을 시작한 광저우 헝다의 러브콜을 받고 광저우의 유니폼을 입게 되었다.